# دويغو شيتينكايا
دويغو شيتينكايا (بالتركية: Duygu Çetinkaya) هي ممثلة تركية ولدت في يوم 13 يناير 1986 في مدينة دنيزلي في تركيا، بدأت التمثيل في سنة 2004 ومثلت دور سوزان في مسلسل ويبقى الحب.

## روابط خارجية
- دويغو شيتينكايا على موقع IMDb (الإنجليزية)
- دويغو شيتينكايا على موقع قاعدة بيانات الفيلم (الإنجليزية)